# Bill Vukovich
William John »Bill« Vukovich, Sr. (Fresno, Kalifornija, 13. prosinca 1918. – Indianapolis, Indiana, 30. svibnja 1955.) bio je američki vozač automobilističkih utrka srpskog podrijetla.

## Karijera

### 1936. – 1942.
Kao sedamnaestogodišnjak 1936. Bill je radio kao volonter u radionici Freda Gerhardta koji je pripremao svoj trkaći bolid. Fred je bio toliko impresioniran Billovom energijom i odlučnošću da mu je ponudio da on vozi bolid. Gerhardta je iznenadilo to što je Bill vrlo dobro vozio bolid i pobijedio na pet utrka. Tim pobjedama Bill je zaradio dovoljno novaca da bi Gerhardt i on mogli kupiti dodatnu opremu u svrhu konstruiranja još boljeg bolida za sljedeću godinu.
Na jednoj utrci 1937. Bill je doživio nesreću i slomio nekoliko rebara i ključnu kost. Međutim, u bolidu na stazi već se utrkivao sedam tjedana kasnije. Godinu dana kasnije Bill osvaja četiri utrke i nagradni fond od 500 dolara, a 1939. pobjeđuje na deset utrka i dobiva 1.500 dolara.
Godine 1940. ženi se djevojkom imena Esther Schmidt, a 1941. osvaja 16 utrka, usprkos drugoj nesreći u jednoj utrci, kad je dva mjeseca izbivao s natjecanja zbog loma ruke. Svi njegovi planovi za 1942. izjalovili su se zbog ulaska SAD-a u Drugi svjetski rat. Pokušao se prijaviti u vojsku, ali bezuspješno jer nije prošao liječnički pregled zbog toga što mu se ruka još nije potpuno oporavila.

### 1945. – 1952.
Poslije rata Bill je kupio Gerhardtov bolid. Tim bolidom u zadnjim mjesecima godine pobijedio je na 13 utrka i osvojio naslov u prvenstvu United Racing Associationa. Godine 1946. Vukovich pobjeđuje na 31 utrci i osvaja drugi naslov zaredom u prvenstvu URA, a 1947. postaje viceprvak. Nakon korištenja bolida Old Ironsides Bill je nabavio bolji bolid, koji je također dizajnirao Fred Gerhardt. Bolid je imao šasiju Kurtis Krafta, a pogonili su ga motori tvrtke Offenhauser.
Godine 1948. Vukovich je pobijedio u utrci Turkey Night Grand Prix, koja se održavala na stadionu Gilmore u Los Angelesu. Naslov svjetskog prvaka u prvenstvu AAA Midget osvojio je 1950. Iste godine, a i sljedeće 1951., Vukovich nije bio uspješan u utrci 500 milja Indianapolisa. U svom prvom pokušaju nije se kvalificirao, a 1951. je odustao u 29. krugu zbog problema s uljem. Godine 1952. Vukovich je vodio čak 150 krugova, a onda je odustao tek 9 krugova prije kraja utrke.

### 1953. – 1955.
Na utrci 1953. Bill je pobijedio. Uz pobjedu i prvu startnu poziciju vodio je čak 195 od 200 krugova i postavio najbrže vrijeme kruga. Drugom pobjedom 1954. pridružio se Wilburu Shawu i Mauriu Roseu, dotad jedinim vozačima koji su uspjeli dvaput zaredom pobijediti na Indianapolisu 500. 
Vukovich je namjeravao srušiti taj rekord 1955. U 57. krugu, dok je vodio utrku sa 17 sekundi prednosti ispred drugoplasiranog, Vukovich je naišao na Rodgera Warda, Ala Kellera i Johnnyja Boyda, vozače koji su zaostajali za cijeli krug. Zbog naleta gustog dima Ward je izgubio kontrolu nad bolidom, koji je počeo nekontrolirano klizati i okretati se po stazi da bi na kraju udario u zaštitnu ogradu. Keller je, u namjeri da izbjegne Warda, također izgubio kontrolu nad bolidom, otklizao je na travu pokraj staze, nakon čega se njegov bolid ponovno nekontrolirano vratio na stazu. U tom trenutku Kellerov bolid udara u Boydov, koji se nakon toga našao točno na Vukovichevoj putanji. Vukovichev bolid udario je u Boyda, preletio zaštitnu ogradu i prevrnuo se u zraku nekoliko puta. U toj nesreći Bill je zadobio ozljede od kojih je kasnije preminuo.
Pobjedu od 3 utrke zaredom na Indianapolisu 500 do danas nije ostvario nijedan vozač.
Vukovich je 1990. primljen u National Midget Auto Racing Hall of Fame, 1991. u International Motorsports Hall of Fame, a 1992. u Motorsports Hall of Fame of America. Njegov sin Bill Vukovich II završio je na drugom mjestu na Indianapolisu 500 1973. godine, a unuk Bill Vukovich III dobio je nagradu Rookie of the Year 1988.

## Indianapolis 500
| Sezona | Šasija       | Motor | Start | Rezultat  |
| ------ | ------------ | ----- | ----- | --------- |
| 1950.  |              |       | -     | -         |
| 1951.  | Trevis       | Offy  | 20.   | odustao   |
| 1952.  | Kurtis Kraft | Offy  | 8.    | odustao   |
| 1953.  | Kurtis Kraft | Offy  | 1.    | 1. mjesto |
| 1954.  | Kurtis Kraft | Offy  | 19.   | 1. mjesto |
| 1955.  | Kurtis Kraft | Offy  | 5.    | -         |

## Vanjske poveznice
- http://racing-reference.info/driver/Bill_Vukovich
- http://www.racingsportscars.com/driver/results/Bill-Vukovich-USA.html
- http://www.champcarstats.com/drivers/VukovichBill.htm